# Vladimir Ivković
Vladimir Ivković, (serbiska: Владимир Ивковић), född den 25 juli 1929 i Niš, död den 10 Mars 1992 i Zagreb, var en jugoslavisk vattenpolospelare. Han ingick i Jugoslaviens landslag vid olympiska sommarspelen 1952 och 1956.
Ivković spelade tre matcher i den olympiska vattenpoloturneringen i Helsingfors och två matcher i den olympiska vattenpoloturneringen i Melbourne. Jugoslavien tog silver båda gångerna.